# خدمتکار (فیلم ۲۰۱۰)
خدمتکار (انگلیسی: The Servant) فیلمی در ژانر کمدی رمانتیک و نقیضه است که در سال ۲۰۱۰ منتشر شد.